# Encrypted Media Extensions
Encrypted Media Extensions (EME) je specifikace konsorcia W3C, která standardizuje způsob přehrávání videa v rámci HTML 5 webovým prohlížečem za spolupráce s nástrojem správy digitálních práv. Zejména tedy standardizuje kontinuální přehrávání digitálně chráněného videa, dříve v prohlížečích realizované různorodými zásuvnými moduly (například Adobe Flash, Microsoft Silverlight). 

## Schvalování a kritika
Konsorcium W3C zveřejnilo návrh přidat EME do HTML5 v únoru 2013. Návrh nebyl přijat nekriticky a jedním z jeho hlavních kritiků byla nadace Electronic Frontier Foundation (EFF), která také následně v květnu jako jeden z tehdejších členů W3C podala proti přijetí oficiální námitku. Nicméně ředitel konsorcia Tim Berners-Lee v červenci 2017 zahrnutí EME do standardu HTML 5.1 schválil. HTML 5.1 pak bylo včetně EME vydáno jako standard v září 2017 a EFF na protest z konsorcia W3C vystoupila.